# Magdalena (Novo México)
Magdalena é uma vila localizada no estado americano de Novo México, no Condado de Socorro.

## Demografia
Segundo o censo americano de 2000, a sua população era de 913 habitantes.
Em 2006, foi estimada uma população de 874, um decréscimo de 39 (-4.3%).

## Geografia
De acordo com o United States Census Bureau tem uma área de
16,1 km², dos quais 16,1 km² cobertos por terra e 0,0 km² cobertos por água. Magdalena localiza-se a aproximadamente 2003 m acima do nível do mar.

## Localidades na vizinhança
O diagrama seguinte representa as localidades num raio de 72 km ao redor de Magdalena.